# 281
281是280與282之間的自然數。

## 在數學中
- 第60個質數。前一個為277、下一個為283。
  - 第19對孿生質數，為（281、 283）。
  - 畢達哥拉斯質數
  - 陳質數
  - 愛森斯坦質數
  - 索菲熱爾曼質數
  - 此數字雖然是自然質數，但不是高斯質數。前一個有此性質的自然質數是277、下一個是293。（OEIS數列A002313）

其第一象限之高斯質數的整数分解為{\displaystyle \left(16+5i\right)\times \left(16-5i\right)}。
- 十进制的等數位數。
- 7個連續質數和（29+31+37+41+43+47+53）
- 首14個質數和（2+3+5+7+11+13+17+19+23+29+31+37+41+43）
- 五角星數
- 中心十邊形數

## 在人類文化中
- P-26戰鬥機281型是專門為了外銷而特別生產
- 遙號列車所採用的281系電聯車是專用在關西空港線上的特製車輛
- 濕婆經的14個經句可形成總共 281個 pratyahara
- 建造台灣總督府共耗費281萬日圓
- 在臺灣，第1期到第281期的愛國獎券都是直式設計，自第282期愛國獎券起，轉為橫式設計
- 德克薩斯州的部分地區北美洲電話區號為281

## 在科學中
- 硝酸鉛每個鉛分子與12個氧分子組成化學鍵（鍵距：281 pm）
- 光氣的沸點為281K

## 在天文中
- NGC 281 是仙后座的一個帶有星雲狀物質的星團
- 2008 TC3於2008年10月7日02:46(UTC)撞擊地球，並在蘇丹上空爆炸，軌道與西部天空的方位角為281度，此次是天文學家首次成功對小行星撞擊地球做出提前預報

## 在其他領域中
- 西元281年和前281年
- 除了是一個數字，也可以代表渺小的希望、奢望，或是「絕望」。這是因為日本漫畫家於漫畫雜誌《週刊少年Jump》上連載的漫畫Hunter × Hunter，繼260、270之後，於280話之後又無限期休刊，因此其漫畫迷從而衍生出「說好不提281話的」的網路用語。或富奸化等詞語，則在動漫迷之間，成了拖稿的代名詞。